# トミー・フューリー
トミー・フューリー（Tommy Fury、1999年5月7日 - ）は、イングランドのプロボクサー。マンチェスター出身。世界ヘビー級統一王者のタイソン・フューリーは異母兄。

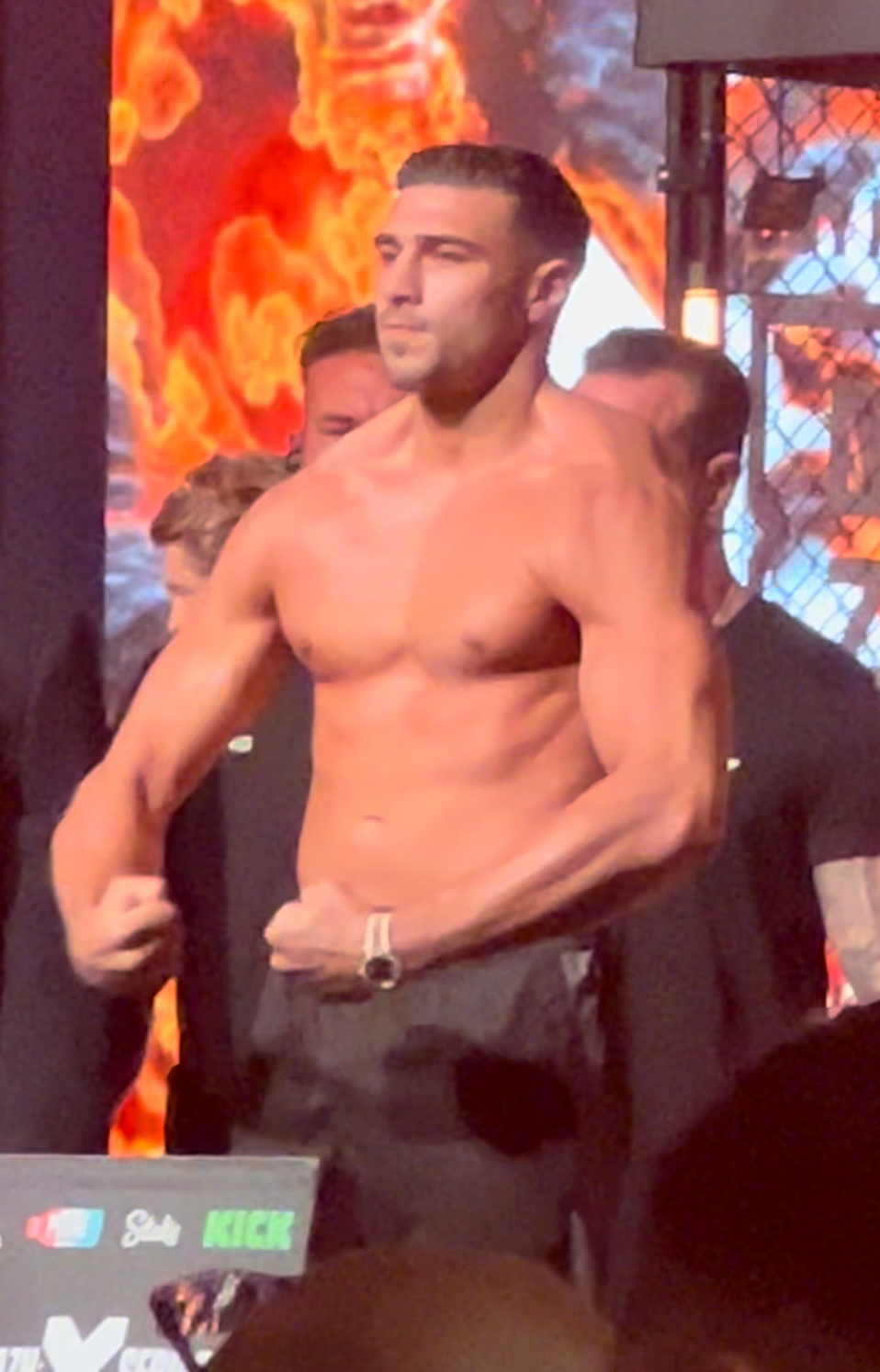
前日計量時のフューリー（2023年、KSI戦）

## 来歴
フランク・ウォーレン率いるクィーンズ・ベリー・プロモーションズと契約しプロデビュー。
2018年12月22日、マンチェスターのマンチェスター・アリーナでプロデビュー戦を行い4回判定勝ち。白星デビューを飾った。
2021年12月18日、フロリダ州タンパのアマリー・アリーナでYouTuberのジェイク・ポールと対戦予定であったが、肺感染症と肋骨の骨折で欠場した。
2022年4月23日、ロンドンのウェンブリー・スタジアムにてタイソン・フューリー対ディリアン・ホワイトの前座でダニエル・ボシャンスキーと対戦し、6回判定勝ち。
2022年8月6日、ニューヨーク州マンハッタンのマディソン・スクエア・ガーデンでYouTuberのジェイク・ポールと対戦予定であったが、ロンドンのヒースロー空港でアメリカ合衆国国土安全保障省からアメリカ合衆国への入国を拒否されたために試合が中止になった。入国を拒否された理由は公表されていないが、異母兄のタイソン・フューリーが、ボクシングプロモーターであり、またアメリカ合衆国政府から麻薬カルテルのボスと名指しされているダニエル・キナハンと深い関係があったからとされている。このためトミーはアメリカ合衆国以外の国での試合開催をジェイクに呼びかけた。
2022年11月13日、アラブ首長国連邦ドバイのコカ・コーラ・アリーナにてフロイド・メイウェザー・ジュニア vs. デジの前座で、ポール・バンバと公式試合で対戦予定だったが、お互い知らされていた契約体重が違ったためフューリーは前日計量で7ポンドの体重オーバー。このためフューリーは代わりにローリー・ランバートとエキシビションで対戦した。
2023年2月26日、サウジアラビア・ディルイーヤのディルイーヤ・アリーナにてジェイク・ポールと対戦。8回に左ジャブでダウンを奪われるも、手数で倍近くの差を付け8回2-1（74-75、76-73×2）の判定勝ちを収め、ジェイクにキャリア初黒星を与えた。また、WBCがこの試合のために特別に作成したディルイーヤ・チャンピオンベルトを獲得した。

## 人物・エピソード
- 2019年、イギリスのリアリティ番組「ラブ・アイランド」のシーズン5に出演した[9]。

## 戦績

### プロボクシング
プロボクシング：11戦 11勝 (4KO) 無敗
| 戦           | 日付           | 勝敗 | 時間    | 内容    | 対戦相手                       | 国籍                     | 備考           |
| ------------ | -------------- | ---- | ------- | ------- | ------------------------------ | ------------------------ | -------------- |
| 1            | 2018年12月22日 | ☆    | 4R      | 判定    | エフゲニース・アンドレジェフス | ラトビア                 | プロデビュー戦 |
| 2            | 2019年3月23日  | ☆    | 1R 1:34 | KO      | カラム・イデ                   | イギリス                 |                |
| 3            | 2019年12月21日 | ☆    | 1R 1:02 | TKO     | プシェミスワフ・ビニエンダ     | ポーランド               |                |
| 4            | 2020年11月13日 | ☆    | 2R 2:56 | KO      | ゲナディ・クラジェフスキー     | リトアニア               |                |
| 5            | 2021年2月27日  | ☆    | 2R 2:05 | TKO     | スコット・ウィリアムズ         | イギリス                 |                |
| 6            | 2021年6月5日   | ☆    | 4R      | 判定    | ジョーダン・グラント           | イギリス                 |                |
| 7            | 2021年8月29日  | ☆    | 4R      | 判定3-0 | アンソニー・テイラー           | アメリカ合衆国           |                |
| 8            | 2022年4月23日  | ☆    | 6R      | 判定    | ダニエル・ボシャンスキー       | ポーランド               |                |
| 9            | 2023年2月26日  | ☆    | 8R      | 判定2-1 | ジェイク・ポール               | アメリカ合衆国           |                |
| 10           | 2023年10月14日 | ☆    | 6R      | 判定3-0 | KSI                            | イギリス                 |                |
| 11           | 2025年5月9日   | ☆    | 6R      | 判定3-0 | ケナン・ハンジャリック         | ボスニア・ヘルツェゴビナ |                |
| テンプレート |                |      |         |         |                                |                          |                |

### エキシビション
| 戦           | 日付           | 勝敗 | 時間 | 内容 | 対戦相手             | 国籍       | 備考 |
| ------------ | -------------- | ---- | ---- | ---- | -------------------- | ---------- | ---- |
| 1            | 2022年11月13日 | -    | 6R   | -    | ローリー・ランバート | カメルーン |      |
| テンプレート |                |      |      |      |                      |            |      |

## ペイ・パー・ビュー売上げ
| 開催年月日    | イベント                                | 売上げ    | テレビ局 | 備考     |
| ------------- | --------------------------------------- | --------- | -------- | -------- |
| 2023年2月26日 | ジェイク・ポール vs. トミー・フューリー | 77万5千件 | BT Sport | 20ポンド |
| 2023年2月26日 | ジェイク・ポール vs. トミー・フューリー | 77万5千件 | ESPN+    | 50ドル   |